# Radar (Lied)
Radar ist ein Lied der amerikanischen Pop-Sängerin Britney Spears, das zunächst auf ihrem fünften Studioalbum Blackout erschien und auf ihrem sechsten Studioalbum Circus als Bonustrack erneut veröffentlicht wurde. Es wurde von Bloodshy & Avant und The Clutch produziert.

## Hintergrund
Die Elektropop-Nummer erschien erstmals 2007 auf Spears’ fünften Studioalbum Blackout. Ursprünglich war geplant, die Single als vierte und letzte Singleauskopplung aus diesem Album zu veröffentlichen. Die Veröffentlichung wurde allerdings gestrichen. Die Plattenfirma gab damals als Begründung an, dass die Blackout-Ära vorbei sei.
Trotzdem wurde Radar zu Vermarktungszwecken für Blackout an vielen Radio-Stationen gesendet, unter anderem in Australien, Großbritannien, Polen, Schweden, Finnland, Neuseeland und Irland. Das Lied gewann an Popularität und konnte sich nur dank Radio-Airplay und starken digitalen Verkäufen, jedoch ohne offizielle Veröffentlichung, in einigen Ländern in den Charts platzieren. So erreichte die Single Platz 8 in Schweden und Platz 59 in Australien.
2008 tauchte Radar als Bonustrack auf der Trackliste von Spears’ sechsten Studioalbums Circus auf und wurde überraschend als vierte Singleauskopplung angekündigt. Am 23. Juni 2009 wurde die Single an die Radio-Stationen der USA gesendet. Die digitalen Verkäufe des Songs stiegen daraufhin an, so dass sich die Single auf Platz 88 der US Billboard Hot 100 platzieren konnte. Seit 2007 verkaufte sich Radar bislang mehr als 370.000 mal und ist somit Spears’ erste Single, die seit der Single Gimme More nicht mit Gold ausgezeichnet wurde.
Der Videoclip zur Single wurde von Dave Meyers am 27. und 28. Mai 2009 in Santa Barbara gedreht und feierte am 2. Juli 2009 auf Spears’ offizieller Webpräsenz Premiere.
In Australien konnte die Single, nachdem sie bereits 2008 in den Charts zu finden war, den Wiedereinstieg auf Platz 46 feiern. In Irland und Neuseeland erreichte die Single Platz 32, in Kanada Platz 65.
Die ursprünglich geplante, weltweite Veröffentlichung von Radar wurde allerdings, wie im Jahr zuvor bei Blackout, verworfen. So konnte sich die Single in Großbritannien allein durch digitale Verkäufe nur auf Position 46 platzieren.

## Chartplatzierungen
| ChartsChartplatzierungen       | Höchstplatzierung | Wochen |
| ------------------------------ | ----------------- | ------ |
| Vereinigtes Königreich (OCC)   | 46 (4 Wo.)        | 4      |
| Vereinigte Staaten (Billboard) | 88 (3 Wo.)        | 3      |